# Kikelj
Kikelj je priimek v Sloveniji, ki ga je po podatkih Statističnega urada Republike Slovenije na dan 1. januarja 2010 uporabljalo 188 oseb.

## Znani nosilci priimka
- Andrej Kikelj (*1962), prevajalec duhovno-filozofske literature (Skupnost za zavet Krišne)
- Danijel Kikelj (*1954), farmacevt, prof. UL
- Jaroslav Kikelj (1919—1942), katoliški študentski organizator
- Martina Lesar Kikelj, restavratorka in konservatorka (stenskih poslikav), vodja Restavratorskega centra ZVKDS
- Rada Kikelj Drašler, fotografinja

## Etimologija
Priimek je nastal v Baški grapi iz nem. Kittel 'krilo', lahko pa glede na zgodovinske zapise Kickel, Gickhel, Khukhel iz 1515–1523 in v primerjavi s tirolskim Kiechl (Chuchel) pomeni 'pogačar'.